# Російська православна церква закордоном (Агафангела)
Руська православна церква закордоном (Агафангела) (РПЦЗ(А)) — релігійна організація, що утворилася у 2007 році внаслідок розколу РПЦЗ. Предстоятелем є митрополит Агафангел (Пашковський), його резиденція розташована в Одесі (Україна). Кафедральний собор — Михайлівський в Одесі.
Організація утворилася після підписання між РПЦЗ і РПЦ «Акту про канонічне спілкування», внаслідок якого РПЦЗ фактично стала самоврядною частиною РПЦ.
В Україні зареєстрована Одеська єпархія РПЦЗ(А) під назвою "Релігійна організація «Єпархіальне управління Одеської єпархії Руської православної церкви закордоном»" .
До розколу митрополит Агафангел титулувався єпископом Таврійсько-Одеським, керуючим Одеською-Запорізькою та Кримською єпархіями РПЦЗ (з 17 грудня 2003 року), а перед тим служив у 1994-2003 роках єпископом Симферопольсько-Кримським.  До юрисдикції Агафангела приєдналися деякі священики Криму: ієромонах Іларіон (Дмітрієв) з м. Феодосія, священик Фастович Володимир Едуардович з м. Керч, а також протоієрей Максим Вологдін з м. Ялта, колишній клірик УПЦ-МП, який приєднався до РПЦЗ у 2004 році. Останній не пізніше 2010 року приєднався до Кримської єпархії УПЦ-КП.
З 1994 року Агафангел видавав газету "Вестник ИПЦ". 
У 2002 році Фастович зареєстрував у юрисдикції Агафангела у м. Креч парафію Російської істинно-православної церкви на честь св. Миколая. 
17 травня 2007 року після підписання «Акту…» вернувся до своїх парафіян із заявою, що він не підтримує об'єднання РПЦ і РПЦЗ і буде вважати всі документи РПЦ неканонічними.
Інші єпископи РПЦЗ не підтримали Агафангела. З того часу існують кілька паралельних структур, які називають себе РПЦЗ. Вони проводять свої синоди, мають своїх єпископів.
У 2007 році Агафангел відкрив нові парафії в Криму, у містах Судак і Севастополь.
8 вересня 2023 року Агафангел виступив з недружньою щодо керівництва України статтею під заголовком "Христос покидает Украину". 
У цій статті, зокрема, Агафангел наголошував: 
"Украина, бывшая начиная с Х века и во все последующие века православным государством, решилась окончательно отвергнуть Христа, и окончательно стать светским государством. Первым отречением нашего народа от Христа явилось отпадение от христианской, Православной Империи — участвуя, прямо или косвенно, в свержении православного Царя. Вторым отречением Украины от Христа было свержение власти православного гетмана Павла Скоропатского. А сейчас третье отречение — отпадение от Священного Предания Украинского государства в целом, при теплохладности и безразличии основной массы народа. Почему принятие нового стиля на государственном уровне является для Украины отвержением Христа? Потому, что это есть отпадение от Православного Предания — завещанного нам Святыми Отцами Церкви". 

## Єпархії
До складу церкви входять 19 єпархій:
- Східноамериканська (центр — Нью-Йорк)
- Сіракузька
- Канадська (Оттава)
- Західноєвропейська (Ліон)
- Південноамериканська (Сан-Паулу)
- Австралійсько-Новозеландська (Новере-Крик)
- Одеська (Одеса)
- Молдавська (Кишинів)
- Болградська (Болград)
- Воронезька (Воронеж)
- Кубанська (Гарячий Ключ)
- Московська (Москва)
- Суздальська (Самара)
- Буїнська (Вологда)
- Вологодська (Вологда)
- Санкт-Петербурзька (Санкт-Петербург)
- Сибірська (Ішим)
- Причорноморська (Поті)
- Далекосхідна (Владивосток)